# 435
Період падіння Західної Римської імперії. У Східній Римській імперії триває правління Феодосія II. У Західній правління Валентиніана III, значна частина території окупована варварами, зокрема в Іберії утворилося Вестготське королівство. У Китаї правління династії Лю Сун. В Індії правління імперії Гуптів. У Японії триває період Ямато. У Персії править династія Сассанідів.
На території лісостепової України Черняхівська культура. У Північному Причорномор'ї готи й сармати. Історики VI століття згадують плем'я антів, що мешкало на території сучасної України приблизно з IV сторіччя. З'явилися гуни, підкорили остготів та аланів й приєднали їх до себе.

## Події
- Військовий магістр Західної Римської імперії Флавій Аецій розпочав кампанію проти бургундів.
- Імператор Східної Римської імперії Феодосій II видав едикт, що встановлював смертну кару для язичників та єретиків у імперії. Юдаїзм залишився дозволеною релігією.
- Король вандалів та аланів Гейзеріх уклав з Римом мирну угоду, за якою вандали залишали за собою володіння Мавританією й частиною Нумідії в Північній Африці на правах федератів Риму. Старшого сина короля Гунеріха відіслали до Рима як заручника. Гейзеріх встановив торговий флот для транспорту товарів між Африкою та Італією.

## Народились
- Одоакр — германський полководець на римський службі і перший правитель Італії неримського походження після 476 року. (можлива дата)